# Schwanburg
De Schwanburg (Duits: Schwanburg, Italiaans: Castel del Cigno) (letterlijk vertaald: Kasteel van de Zwaan) is een middeleeuws kasteel gelegen in het Zuid-Tiroolse Nals (Italië), nabij Bozen.

## Geschiedenis
De Schwanburg werd voor het eerst vermeld in 1286, als Haus in der Gaul.
In de zestiende eeuw werd het slot gerenoveerd en verbouwd in de Renaissance-stijl. De oorspronkelijke eigenaren van de Schwanburg waren de Heren Von Boymont-Payersberg, die eerder ook eigenaar waren geworden van de Burcht Payrsberg. Vervolgens kwam Schwanburg in handen van de Heren Von Trapp.
Later werd de familie Thaler uit Nals eigenaar, die het kasteel naliet aan hun neef Rudolf Carli. Nakomelingen van Carli zijn vandaag de dag nog steeds eigenaar van het kasteel, de boerderij en de wijnmakerij.

### Heden
Op slot Schwanenburg is tegenwoordig de oudste particuliere wijnmakerij van Zuid-Tirol gevestigd. Het kasteel doet dienst als een administratiegebouw.
De Schwanburg is niet te bezichtigen.

## Trivia
- Een zwaan en stier sieren het wapen van de gemeente Nals, afgeleid van het wapen van de Schwanburg, waarop beide dieren ook voorkomen.